# Хартман (Арканзас)
Хартман (англ. Hartman, Arkansas) — город, расположенный в округе Джонсон (штат Арканзас, США) с населением в 596 человек по статистическим данным переписи 2000 года.

## География
По данным Бюро переписи населения США город Хартман имеет общую площадь в 3,63 квадратных километров, водных ресурсов в черте населённого пункта не имеется.
Хартман расположен на высоте 118 метров над уровнем моря.

## Демография
По данным переписи населения 2000 года в Хартмане проживало 596 человек, 181 семья, насчитывалось 234 домашних хозяйств и 258 жилых домов. Средняя плотность населения составляла около 161,1 человек на один квадратный километр. Расовый состав Хартмана по данным переписи распределился следующим образом: 98,32 % белых, 1,01 % — коренных американцев, 0,17 % — представителей смешанных рас, 0,50 % — других народностей. Испаноговорящие составили 1,68 % от всех жителей города.
Из 234 домашних хозяйств в 30,8 % — воспитывали детей в возрасте до 18 лет, 62,4 % представляли собой совместно проживающие супружеские пары, в 10,3 % семей женщины проживали без мужей, 22,6 % не имели семей. 21,4 % от общего числа семей на момент переписи жили самостоятельно, при этом 11,1 % составили одинокие пожилые люди в возрасте 65 лет и старше. Средний размер домашнего хозяйства составил 2,55 человек, а средний размер семьи — 2,92 человек.
Средний доход на одно домашнее хозяйство в городе составил 22 891 доллар США, а средний доход на одну семью — 24 821 доллар. При этом мужчины имели средний доход в 27 500 долларов США в год против 18 750 долларов среднегодового дохода у женщин. Доход на душу населения в городе составил 15 188 долларов в год. 24,2 % от всего числа семей в населённом пункте и 25,5 % от всей численности населения находилось на момент переписи населения за чертой бедности, при этом 45,9 % из них были моложе 18 лет и 26,4 % — в возрасте 65 лет и старше.